# Johann Christoph Ballmer
Johann Christoph Ballmer (* 13. Januar 1830 in Lausen; † 6. Februar 1911 in Liestal) war ein Schweizer Politiker.

## Leben
Ballmer war Ingenieur, Unternehmer für Strassen- und Brückenbau und Besitzer der Ziegelei und des Gasthauses Rössli. Er war der Schulpflege- und Gemeindepräsident von Lausen. Ab 1866 hatte er das Amt des Kantonalen Strassenbauinspektors inne.
Von 1872 bis 1873 war Ballmer Landrat, anschliessend bis 1877 Regierungsrat mit dem Amt Bau. Seine Amtszeit liegt mitten in der zweiten Phase des Eisenbahnbaus in Baselland mit der Krise durch die Sistierung der Arbeiten an der Wasserfallenbahn.
Auf kommunaler Ebene setzt Ballmer sich mit der Bewältigung der wirtschaftlichen Strukturänderungen infolge des schwindenden Fuhrverkehrs über den Oberen und den Unteren Hauenstein auseinander.